# 中华全国青年联合会
中华全国青年联合会，简称全国青联，是中华人民共和国的一个社会团体，也是中国共产党领导下的人民团体之一，以中国共产主义青年团为核心的各青年团体的联合组织，是中国各族各界青年广泛的爱国统一战线组织，国际上属于世界民主青年联盟的观察员。

## 历史

1962年，毛泽东、朱德、周恩来、刘少奇、邓小平参加中华全国青年联合会四届一次会议

中华全国青年联合会原名中国解放区青年联合会，1949年5月4日在北平市召开全国青年代表大会第一次会议时改名为“中华全国民主青年联合总会”。1953年6月在第二次全国青年代表大会上改名为“中华全国民主青年联合会”。1958年4月在第三次全国青年代表大会上改称“中华全国青年联合会”。
1979年召开中青联第五届委员会第一次会议，通过新的《中华全国青年联合会章程》。

## 机构设置
全国青联的委员由各会员团体推荐、协商产生的代表和特别邀请的各族各界青年的代表出任的。
全国青联的最高权力机关是“全国委员会”，每届任期5年。全国委员会设主席、副主席；全国委员会闭会期间，由常务委员会主持会务，设秘书长、副秘书长。全国青联下设秘书处，负责日常事务。全国青联的机关刊物是《中华儿女》，另办有内部工作刊物《全国青联通讯》。
全国青联设置下列机构：

### 秘书处工作机构
- 协调工作部
- 民族宗教工作部
- 文体部
- 科技部
- 教育部
- 社团工作部
- 人力资源开发部
- 港澳台联谊部
- 海外学人工作部
- 归国研修生工作部
- 国际部
- 旅游部

全国青联办公室设在中国共产主义青年团中央委员会统一战线工作部。

### 界别工作委员会
- 科学技术界别工作委员会
- 教育界别工作委员会
- 农业界别工作委员会
- 社会科学界别工作委员会
- 经济界别工作委员会
- 金融界别工作委员会
- 法律界别工作委员会
- 文化艺术界别工作委员会
- 新闻出版和新媒体界别工作委员会
- 体育界别工作委员会
- 医药卫生界别工作委员会
- 社会组织和社会中介界别工作委员会
- 宗教界别工作委员会
- 海外学人华侨界别工作委员会
- 技能人才界别工作委员会
- 台胞和港澳特邀人士界别工作委员会

## 会员
全国青联实行团体会员制，现有团体会员55个,7.7万余名各级青联委员。其中全国性团体会员19个，包括：

### 全国性社团会员
- 中国共产主义青年团
- 中华全国学生联合会
- 中华基督教青年会全国协会
- 中华基督教女青年会全国协会
- 中国青年企业家协会
- 中国农村青年致富带头人协会
- 中国青年科技工作者协会
- 首都青年编辑记者协会
- 中国青年志愿者协会
- 中国青年创业促进会
- 中国青少年研究会
- 中国青年工作院校协会
- 中国青少年新媒体协会
- 中国预防青少年犯罪研究会
- 中国青年报刊协会
- 中国青少年宫协会
- 中国青少年发展基金会
- 中国光华科技基金会
- 中国青年创业就业基金会

### 地方性团体会员
- 北京市青年联合会
- 天津市青年联合会
- 河北省青年联合会
- 山西省青年联合会
- 内蒙古自治区青年联合会
- 辽宁省青年联合会
- 吉林省青年联合会
- 黑龙江省青年联合会
- 上海市青年联合会
- 江苏省青年联合会
- 浙江省青年联合会
- 安徽省青年联合会
- 福建省青年联合会
- 江西省青年联合会
- 山东省青年联合会
- 河南省青年联合会
- 湖北省青年联合会
- 湖南省青年联合会
- 广东省青年联合会
- 广西壮族自治区青年联合会
- 海南省青年联合会
- 重庆市青年联合会
- 四川省青年联合会
- 贵州省青年联合会
- 云南省青年联合会
- 西藏自治区青年联合会
- 陕西省青年联合会
- 甘肃省青年联合会
- 青海省青年联合会
- 宁夏回族自治区青年联合会
- 新疆维吾尔自治区青年联合会

### 行业（系统）会员
- 全国民航青年联合会
- 中共中央直属机关青年联合会
- 中央国家机关青年联合会
- 全国金融系统青年联合会
- 中央企业青年联合会

## 历届领导

### 中华全国第一次青年代表大会（1949年5月4－11日）
- 主席：廖承志
- 副主席：钱俊瑞、谢雪红、钱三强、沙千里
- 秘书长：吴晗
- 与会代表：552人，委员：87人，候补委员：22人，常委：25人

### 中华全国第二次青年代表大会（1953年6月10－15日）
- 主席：廖承志
- 副主席：刘导生、钱三强、吴晗、区棠亮
- 秘书长：北辰
- 与会代表：560人，委员：120人，候补委员：28人，常委：27人

### 中华全国第三次青年代表大会（1958年4月9－14日）
- 主席：刘西元
- 副主席：胡绳、杨静仁、张超、吴学谦、王光英、李梦华、李林、刘良模
- 秘书长：钱李仁
- 与会代表：600人，委员：249人，常委：31人

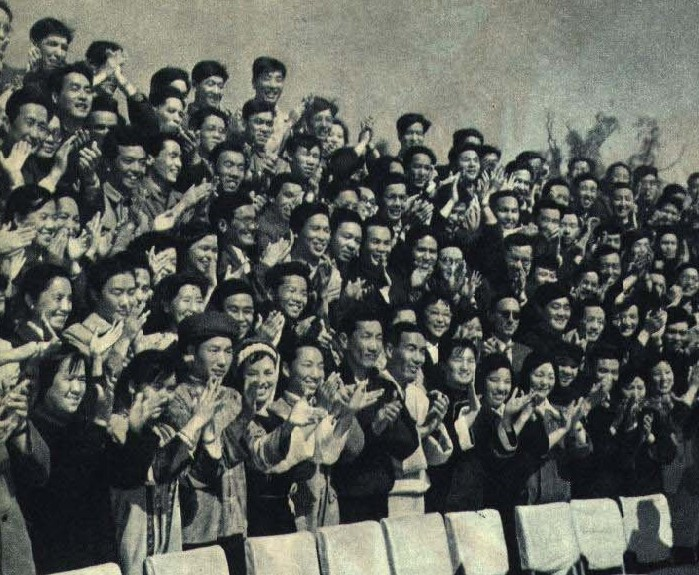
1962年中华全国青年联合会四届一次会议

### 全国青联四届一次全委会（1962年4月16－30日）
- 主席：刘西元
- 副主席：王照华、丹彤、王光英、李梦华、刘良模、魏巍、钱李仁、孙轶青、林兰英、雪康·土登尼玛、杜近芳
- 秘书长：王传斌
- 委员：302人，常委：41人

### 全国青联四届二次全委会（1965年1月15－27日）
- 主席：王伟
- 副主席：王照华、胡启立、李文耀、钱大卫、杜近芳、徐寅生、曹锦如、徐建春、希林贝赫、刘厚明、陆钟武、胡颖、傅德喜、罗冠宗
- 秘书长：朱良
- 委员：302人，常委：47人

### 全国青联五届一次全委会（1979年5月3－9日）
- 主席：胡启立
- 副主席：刘维明、徐寅生、周鹏程、杜近芳、高占祥、李海峰、伍绍祖、李寿葆、刘厚明、杨乐、曲钦岳、嘉木样·洛桑久美·图丹却吉尼玛
- 秘书长：殷明连
- 委员：460人，常委：55人
- 全国青联五届二次常委（扩大）会议（1980年5月16日）增选李瑞环、荣鸿仁、刘汉良为副主席。
- 全国青联五届三次常委会（1981年4月5日）增选克尤木·巴吾东、朱善卿、殷明连为全国青联副主席。
- 全国青联五届二次全委会（1981年8月7─15日）决定刘维明为代主席，增选何光暐为副主席，选举冯若赐为秘书长。

### 全国青联六届一次全委会（1983年8月17－24日）
- 主席：胡锦涛
- 副主席：克尤木·巴吾东、刘延东、李海峰、何光暐、刘厚明、杨乐、李富荣、吴英辅、戚烈云、孙家昶、刘能元
- 秘书长：克尤木·巴吾东（兼）
- 委员：523人，常委：53人
- 全国青联六届二次常委会（1984年12月1日）决定覃志刚任秘书长。
- 全国青联六届三次常委会（1985年4月25日）改选刘延东为主席。
- 全国青联六届二次全委会（1986年6月30日-7月5日）增选洛桑、李源潮、张宝顺、李克强、施光南为副主席。
- 全国青联六届六次常委会（1989年12月19日）决定俞贵麟任秘书长。

### 全国青联七届一次全委会（1990年8月19－23日）
- 主席：刘延东
- 副主席：洛桑、李源潮、张宝顺、李克强、吴英辅、倪以信、盛承发、张蓉芳、策墨林·丹增赤烈、秦大河、关牧村、霍震寰、杨岳
- 秘书长：俞贵麟
- 委员：664人，常委92人
- 全国青联七届二次常委会（1991年12月27日）改选张宝顺为主席。
- 全国青联七届四次常委会（1993年12月8日）改选刘鹏为主席，增选巴音朝鲁、袁纯清、赵实、俞贵麟为副主席。

### 全国青联八届一次全委会（1995年7月18－22日）
- 主席：刘鹏
- 副主席：巴音朝鲁、袁纯清、赵实、俞贵麟、白春礼、陈章良、陈肇雄、李登海、郝鹏、关牧村、蔡振华、阿嘉·洛桑图旦、赵玉芬、霍震寰、王敏刚、高开贤、张菁
- 秘书长：俞贵麟（兼）
- 委员：1006人，常委：145人。
- 全国青联八届四次常委会（1998年1月7日）决定巴音朝鲁任代主席，增选姜大明为副主席。
- 全国青联八届五次常委会（1998年11月26日）选举巴音朝鲁为主席，增选孙金龙、胡春华、黄丹华为副主席，决定胡伟任秘书长。

### 全国青联九届一次全委会（2000年7月10－15日）
- 主席：巴音朝鲁
- 副主席：孙金龙、胡春华、黄丹华、陈章良、陈肇雄、蔡振华、吉狄马加、李静海、秦文贵、竺延风、夏敬源、李杨、冯巩、张继禹、杨慧珠、黄英豪、霍震宇、黄树森、申跃
- 秘书长：胡伟
- 委员：1180人，常委：165人。
- 全国青联九届三次常委会（2001年12月17日）改选孙金龙为主席，增选崔波、赵勇、邱晓华为副主席。
- 全国青联九届四次常委会（2003年1月9日）决定郭长江任秘书长。
- 全国青联九届五次常委会（2004年1月4日）改选赵勇为主席，胡伟为常务副主席，增选杨岳、尔肯江·吐拉洪、张庆伟、黄松有、刘志强为副主席。

### 全国青联十届一次全委会（2005年7月22－24日）
- 主席：赵勇
- 副主席：胡伟、杨岳、尔肯江·吐拉洪、陈章良、陈肇雄、蔡振华、吉狄马加、张庆伟、秦文贵、竺延风、张继禹、刘志强、郭雷、彭丽媛、屈冬玉、申长雨、卢柯、廖明宏、黄英豪、曾智雄、陈明金、刘凯
- 秘书长：安桂武
- 委员：1380人，常委：190人。
- 全国青联十届二次常委会（2006年1月22日）改任杨岳为主席，尔肯江·吐拉洪为常务副主席，王晓、张晓兰为副主席。
- 全国青联十届五次常委会（2009年2月16日）改任王晓为主席，贺军科、卢雍政为副主席。

### 全国青联十一届全委会（2010年8月24－26日）
- 主席：王晓
- 副主席：贺军科、卢雍政、王曦、邓中翰、陈雨露、于旭波、潘刚、郎朗、杨扬、学诚、程红、纪斌、陈仲尼、郑志刚、马志毅、齐兴达
- 秘书长：刘佳晨
- 委员：1401人，常委：224人
- 全国青联十一届四次常委会（2013年9月17日）改选贺军科为主席，罗梅、汪鸿雁、周长奎为副主席

### 全国青联十二届全委会（2015年7月24－25日）
- 主席：贺军科
- 副主席：罗梅、汪鸿雁、周长奎、潘建伟、徐涛、潘刚、靳伟、马化腾、邰丽华、杨扬、宗性、李嵘、冯鸿昌、郑召龙、王亚平、颜珂、郑志刚、施荣忻、马志毅、王圣博
- 秘书长：刘佳晨
- 委员：1369人，常委：243人
- 全国青联十二届二次常委会（2016年12月6日）改选莫志伟为副主席，王阳为秘书长。
- 全国青联十二届四次常委会（2018年12月7日）改选汪鸿雁为主席，徐晓、傅振邦、奇巴图为副主席
- 2019年4月改选刘爱平为秘书长

### 全国青联十三届全委会（2020年8月17－18日）
- 主席：汪鸿雁
- 副主席：徐晓、傅振邦、李程·丹增尼玛、王亚平、宗性、叶聪、巩金龙、何旗、马铁民、黄豆豆、姚明、方文墨、王萌萌、陈小艳、霍启刚、梁宏正、罗奕龙、钱菱潇
- 秘书长：刘爱平
- 委员：1507人，常委：251人
- 全国青联十三届四次常委会（2023年10月）改选徐晓为主席，王艺、胡百精、夏帕克提·吾守尔、徐辉为副主席，赵博为秘书长。

### 全国青联十四届全委会（2025年7月2－3日）
- 主席：徐晓
- 副主席：王艺、胡百精、陈云霁、王博、肖文林、崔巍、方毅、周莉亚、马龙、叶林伟、杨宁、释明月、朱杨柱、刘芳颖、庄家彬、梁毓伟、黄洁贞、李文铎
- 秘书长：李迪
- 委员：1344人；常委：229人[2]

## 外部連結
- 中国青年网（页面存档备份，存于）
- 全国青联最新简介